# Conus leobottonii
Conus leobottonii é uma espécie de gastrópode do gênero Conus, pertencente à família Conidae.

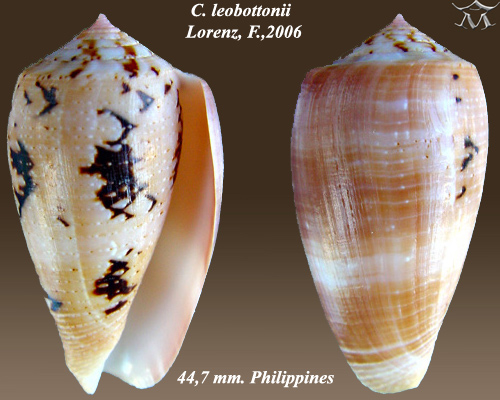
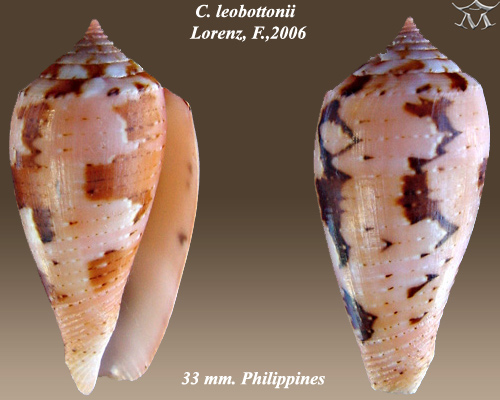